# ماريو كوبولا
ماريو كوبولا هو لاعب كرة قدم إيطالي في مركز الوسط، ولد في 7 أغسطس 1990 في أفيرسا في إيطاليا.

## وصلات خارجية
- ماريو كوبولا على موقع قاعدة بيانات كرة القدم.إي يو (الإنجليزية)
- ماريو كوبولا على موقع Soccerway.com (الإنجليزية)
- ماريو كوبولا على موقع عالم كرة القدم.نت (الإنجليزية)